# أفرا (أفرا)
أفرا هي إحدى مشيخات المملكة المغربية، تتبع جغرافيا لإقليم زاكورة وإداريًا لأفرا. يقدر عدد سكانها بـ 10505 نسمة حسب الإحصاء الرسمي للسكان والسكنى لسنة 2004.